# ميغيل إيزكيرا
ميغيل إيزكيرا (بالإسبانية: Miguel Ezquerra)‏ هو عسكري إسباني، ولد في 10 يناير 1913 في Canfranc ‏ في إسبانيا، وتوفي في 29 أكتوبر 1984 في مدريد في إسبانيا.